# Macclesfield Castle
Macclesfield Castle, auch Buckingham Castle oder Buckingham Palace genannt, war eine Burg in Macclesfield in der englischen Grafschaft Cheshire. John de Macclesfield ließ mit dem Bau des befestigten Hauses 1398 beginnen. Es war aus Sandstein und hatte einen quadratischen Grundriss mit hervortretenden Flügeln. Umbauten wurden im 15. Jahrhundert durchgeführt und das Haus ging durch die Hände zweier Familien von Earls. 1585 lag das Gebäude in Ruinen und bis ins 20. Jahrhundert blieb nur eine Vorhalle erhalten. Diese wurde 1932 abgerissen und das Grundstück mit Bauernhäusern und Geschäften bebaut.

## Geschichte
Zwischen 1392 und 1398 begann John de Macclesfield, ein Beamter am Hofe von Richard II. und Keeper of the Great Wardrobe mit dem Ankauf von Land in der Stadt Macclesfield, um dort ein Herrenhaus errichten zu lassen. Der Bau des Hauses begann 1398. Im selben Jahr und nochmals 1399 ersuchte Macclesfield den König um eine Erlaubnis, das neue Haus zu befestigen (engl.: Licence to Crenellate). Der Historiker der Burg, R. C. Turner, meint, dies sei der Krise zum Ende von König Richards Regentschaft geschuldet. Der König starb aber, bevor er Macclesfield die Erlaubnis erteilen konnte, und sein Nachfolger war Heinrich IV. Obwohl John de Macclesfield die Gunst des neuen Königs nicht erringen konnte, als Keeper of the Great Wardrobe abgesetzt wurde und nach Macclesfield zurückkehrte, erhielt er doch 1410 die gewünschte königliche Erlaubnis. John de Macclesfield war trotz seiner früheren Position am Königshof ein gemeiner Mann und so war es sehr ungewöhnlich, dass er die königliche Erlaubnis zur Befestigung seines Herrenhauses erhielt.
Als John de Macclesfield 1422 starb, fielen seine Ländereien an seine unehelichen Kinder. 1444 hatte sie Humphrey Stafford, 1. Duke of Buckingham, gekauft. Mitte des 15. Jahrhunderts wurde an die Burg angebaut. Das Eigentum an der Burg wechselte 1485 von den Dukes of Buckingham, nach denen sie Buckingham Castle oder Buckingham Palace genannt wurde, zur Familie Stanley, den Earls of Derby. Man nimmt an, dass König Heinrich VII. 1496, als er den Earl of Derby in Macclesfield besuchte, auf Macclesfield Castle weilte. Die Burg war bis zum Ende des 16. Jahrhunderts verfallen; im Jahre 1585 beschrieb sie William Smith als „großes Gebäude ganz aus Stein in der Art einer Burg – aber nun stark verfallen“.
Teile der Burg waren in den Jahren 1793–1811 noch in Gebrauch; ein Raum wurde von der Roman Catholic Congregation in Macclesfield benutzt. Im 20. Jahrhundert war von der ganzen Burg nur eine Vorhalle aus der Zeit Heinrichs VII. übriggeblieben, dort wo sich heute der Palace Yard befindet, ebenso wie Teile der Kurtine. Trotz Plänen zur Erhaltung der Vorhalle wurde sie 1932 abgerissen und das Grundstück zum Bau von Bauernhäusern und Geschäften verwendet. 1985 wurde Werkstein, der ursprünglich zur Burg gehörte, zufällig entdeckt, auch wenn er stark verwittert war. Im selben Jahr wurden Ausgrabungen auf dem Gelände durchgeführt.

## Layout
Als Smith 1585 die Burg beschrieb, notierte er, dass Macclesfield Castle ein Gebäude mit quadratischem Grundriss mit hervortretenden Flügeln und dekorativen Türmen war. Weil so wenig von dem Gebäude erhalten ist, weiß man nicht, ob es einen Rittersaal hatte, aber Turner denkt, dass es von dem zeitgenössischen Bau des Bodiam Castle beeinflusst gewesen sein könnte, ebenso wie von den Umbauten an Kenilworth Castle. Turner kommt zu diesem Schluss, weil er glaubt, dass John de Macclesfield als Keeper of the Great Wardrobe in die Geldbeschaffung für den Bau dieser Burgen involviert war. Macclesfield Castle war aus Sandstein gebaut und die 1985 gefundenen Überreste waren wegen der Bewitterung nur in sehr schlechtem Zustand erhalten. Die gesamte Größe und das Layout von Macclesfield Castle ist nicht genau bekannt, aber es bedeckte vermutlich eine Fläche von 128 Metern × 36 Metern. Die Vorhalle auf der Westseite, die bis 1932 erhalten blieb, hatte einen Grundriss von 4,5 Metern × 4,5 Metern und war 7,31 Meter hoch. Sie war aus groben Sandsteinbruch gebaut und mit Werkstein verkleidet. Vermutlich hatte sie eine mit Zinnen versehene Brüstung. Ungewöhnlich war der gewölbte Innenraum mit der Tudorrose aus der Zeit Heinrichs VII.